# Ardaburio
Flavio Ardaburio (greco: Φλάβιος Αρδαβούριος; latino: Flavius Ardaburius; fl. 421–427) è stato un generale e nobile bizantino, di origine alana e confessione ariana, che resse il consolato nel 427.

## Biografia
Alano, era il padre di Ardaburio Aspare e il nonno di Ardaburio iunior, Ermenerico e Giulio Patrizio.

### Campagna sasanide
Ardaburio fu magister militum praesentalis, e nel 421 comandò le operazioni contro i Sasanidi. Ardaburio guidò le truppe romane dall'Armenia all'Aryanene, dove incontrò e sconfisse il Surena sasanide, Narsete, con una vittoria che non fu però decisiva. Si spinse poi in Mesopotamia, finché Narsete, messo alle strette e rinchiuso a Nisibis, non gli mandò un'ambasciata, chiedendogli una tregua che però Ardaburio rifiutò. Ottenuto dei rinforzi, il generale romano entrò nella Mesopotamia sasanide.
Il grande re Bahram V, vista in pericolo la prestigiosa e fondamentale fortezza di Nisibis, decise di guidare personalmente l'esercito sasanide. Giunto a Nisibis, venne messo in difficoltà dalla defezione improvvisa dei suoi alleati Arabi, ma la supremazia numerica sasanide e la presenza degli elefanti impaurirono i Romani: Ardaburio ordinò di levare l'assedio, bruciare l'artiglieria e ritirarsi.
Mentre Bahram si muoveva verso Resaena, dove sarebbe stato fermato da Procopio e Areobindo, Ardaburio sconfisse un forte contingente sasanide. Bahram decise di chiedere la pace, ma prima tentò un colpo di mano, ordinando alla sua guardia personale, gli Immortali, di attaccare il campo romano: venuto a conoscenza dell'attacco a sorpresa, Ardaburio riuscì a neutralizzarlo.
Nel 423, dopo due anni di guerra, Ardaburio entrò a Costantinopoli accolto da una folla festante e da canti religiosi.

### Campagna contro Giovanni
Quando il primicerius Giovanni si proclamò imperatore in Occidente, Ardaburio ricevette dall'imperatore Teodosio II il comando delle operazioni volte a deporre l'usurpatore. Nel 425 partì quindi con la fanteria e la flotta da Salona alla volta dell'Italia, mentre il figlio, Ardaburio Aspare, lo seguiva via terra con la cavalleria. La flotta di Ardaburio incappò in una tempesta, e solo due navi riuscirono a raggiungere Ravenna: su una di queste era Ardaburio, che venne fatto prigioniero.
Malgrado la propria condizione, Ardaburio godeva di una certa libertà di azione: riuscì a convincere i soldati a passare dalla sua parte, facendo leva sulla loro fedeltà all'imperatore Onorio, predecessore di Giovanni e parente di Teodosio. Quando le truppe di Aspar giunsero a Ravenna e la attaccarono, alcuni dei difensori passarono dalla parte di Ardaburio, e le truppe di Giovanni furono sconfitte, l'usurpatore catturato e deposto.
Nel 427 Ardaburio esercitò il consolato. Dopo questa data non si hanno più notizie di lui, e il figlio Ardaburio Aspare gli succedette nel ruolo di magister militum. Il futuro imperatore Marciano servì come domesticus (assistente) sotto Ardaburio e poi sotto Ardaburio Aspare.